# Hadrocryptus trimaculatus
Hadrocryptus trimaculatus är en stekelart som beskrevs av Gupta 1983. Hadrocryptus trimaculatus ingår i släktet Hadrocryptus och familjen brokparasitsteklar. Inga underarter finns listade i Catalogue of Life.